# SMS S 66
SMS S 66 – niemiecki niszczyciel z okresu I wojny światowej, osiemnasta jednostka typu S 49. Okręt wyposażony był w trzy kotły parowe opalane ropą, a zapas paliwa wynosił 305 ton. Zatonął na minie na Morzu Północnym 10 lipca 1918 roku .